# Eidgenössischer Datenschutz- und Öffentlichkeitsbeauftragter
Der Eidgenössische Datenschutz- und Öffentlichkeitsbeauftragte (EDÖB) (französisch Préposé fédéral à la protection des données et à la transparence PFPDT, italienisch Incaricato federale della protezione dei dati e della trasparenza IFPDT, rätoromanisch Incumbensà federal per la protecziun da datas e per la transparenza IFPDT, englisch Federal Data Protection and Information Commissioner FDPIC) ist der Datenschutz- und Informationsfreiheitsbeauftragte für die Schweiz mit Amtssitz in Bern. Bis Juli 2006 war er als Eidgenössischer Datenschutzbeauftragter (EDSB) ausschliesslich für den Datenschutz zuständig.
Bis zum Inkrafttreten der Totalrevision des Bundesgesetzes über den Datenschutz (DSG) am 1. September 2023 wurde er durch den Bundesrat gewählt; seine Wahl musste durch die Vereinigte Bundesversammlung genehmigt werden. Seither ist die Vereinigte Bundesversammlung für die Wahl allein zuständig (Art. 43 DSG); die Wahl wird durch die Gerichtskommission vorbereitet (Art. 40a ParlG). Seine Amtsdauer beträgt vier Jahre; Wiederwahl ist möglich (Art. 44 DSG).
Seine Rechtsstellung und Aufgaben sind im DSG sowie im Bundesgesetz über das Öffentlichkeitsprinzip der Verwaltung (Öffentlichkeitsgesetz, BGÖ) geregelt.
Zu seinen Aufgaben gehören demnach unter anderem die Aufsicht über Bundesorgane und Privatpersonen, die Unterstützung und Beratung der Organe des Bundes und der Kantone, Stellungnahmen zu Rechtsvorlagen des Bundes, die Beratung von privaten Personen sowie die Information der Öffentlichkeit.
Der Datenschutz- und Öffentlichkeitsbeauftragte berät dabei sowohl in rechtlichen (Datenschutzrecht) als auch in technischen Fragen (Datensicherung).
Im Rahmen des Öffentlichkeitsgesetzes erfüllt der EDÖB verschiedene Funktionen: Information und Beratung von Privaten, die Zugang zu amtlichen Dokumenten verlangen, Beratung der Bundesämter und Departemente in der Umsetzung des Öffentlichkeitsgesetzes, Leitung des Schlichtungsverfahrens bei Unstimmigkeiten, Abgabe einer schriftlichen Empfehlung zu Händen der Beteiligten. Der EDÖB überprüft zudem Vollzug, Wirksamkeit und Kosten des Öffentlichkeitsgesetzes und erstattet dem Bundesrat regelmässig Bericht.
Der EDÖB ist Mitglied der Internationalen Konferenz der Beauftragten für den Datenschutz und den Schutz der Privatsphäre.
Hanspeter Thür hatte das Amt des EDÖB von 2001 bis 2015 inne. Am 1. Juni 2016 hat Adrian Lobsiger das Amt als EDÖB angetreten. Er wurde zuletzt am 20. Dezember 2023 für eine weitere Amtsdauer von vier Jahren wiedergewählt.